# I. Sancho leóni király
I. (Kövér) Sancho (932 – 966. december 19.) León királya (956–958, 959/960–966) a Kantábriai-házból.

## Élete
II. Ramiro kisebbik fia. Idősebb féltestvére, III. Ordoño trónra lépésétől (951) szinte folyamatosan lázadozott az új király ellen. Arra hivatkozott, hogy az ő édesanyja királyi házból származott, III. Ordoño anyja, Adosinda Guttiérez viszont nem. (Sancho anyja, Urraca a Ximena-házból származó  I. Sancho pamplonai király leánya, III. García pamplonai király testvére volt.)
Kettőjük harcában akkor következett be III. Ordoño javára fordulat, amikor feleségül vette Urracát, a nagy hatalmú Fernán González (910–970) kasztíliai gróf (930–970) lányát, akinek ő lett az első férje. (A Lara-házból származó Fernán González egyesítette a kasztíliai grófságokat, ő lett az egyesített Kasztília első grófja, és családjában örökletessé tette a grófi címet. Az ő uralmával kezdődött meg az a folyamat, aminek eredményeként Kasztília egyre inkább függetlenedett a Leóni Királyságtól. Fernán González egyik őse egyébként egyes forrásmunkák szerint a Kantábriai–házból származott.)
III. Ordoño halálakor, 956-ban, Sanchónak sikerült I. Sancho néven a trónra lépni, mert III. Ordoño fia, Bermudo házasságon kívüli kapcsolatból származott (bár később II. Bermudo néven ő is leóni király lett). I. Sancho nem tartotta be elődjének, III. Ordoñónak a mórokkal kötött megállapodását, ezért azok megtámadták a királyságot, és 957-ben vereséget mértek I. Sancho hadaira.
958-ban Fernán González, Kasztília grófja I. Sancho ellen fordult. Az ő segítségével Ordoño, IV. (Szerzetes) Alfonz fia megfosztotta a trónjától Sanchót, és IV. Ordoño néven León királya lett. I. Sancho a Córdobai Kalifátusba menekült. A mórok (az Omajjád-dinasztiából származó kalifa, III. Abd Al-Rahmán) és navarrai rokonsága segítségével hamarosan visszatért és 960-ban – más adatok szerint már 959-ben – elűzte IV. Ordoñót, aki szintén a kalifátusba menekült, és 962-ben száműzetésben meghalt.
I. Sancho 961-ben kénytelen volt elismerni Kasztília tényleges önállóvá válását. IV. Ordoño halála után León Kasztíliával, Pamplonával és Katalóniával összefogva szembefordult a mórokkal, de a leóniak a harcban alulmaradtak II. Al-Hakam (915–976) córdobai kalifával (III. Abd Al-Rahmán fiával és utódával) szemben, és Sanchának 965-ben békét kellett kötnie a mórokkal, hogy leverhesse a lázongó galíciai nemeseket. Ők azonban nem békéltek meg, és egyes források szerint Sanchót Gonzalo Menendez galíciai gróf (aki egyébként a király rokona volt) megmérgeztette.
I. Sancho utóda a fia, III. Ramiro lett (akinek édesanyja Ansur Fernández, Monzón grófja és Gontroda Nuñez lánya, Teresa Ansúrez volt,.